# Lady Gaga (Rind)
Lady Gaga (geboren am 17. September 2006; gestorben am 3. Dezember 2019; Herdbuch-Nummer FR5454809453) war eine schwarzbunte Holstein-Friesian-Kuh und mehrfache Schausiegerin. Über die mehrfach prämierte Kuh aus Niedersachsen wurde national und international berichtet. Sie war nach der Popsängerin Lady Gaga benannt.

## Herkunft
Lady Gaga stammte aus Frankreich und zwar vom Bullen Regancrest -LH Modest 10.503829 (RZM 106; RZG 107; der aktuelle gleitende Durchschnitt ist jeweils 100) und von einer vom Muttersvater Comestar Lheros gezeugten Kuh ab. Ihre Mutter hatte einen RZM von 91 und einen RZG von 93 bei einer Durchschnittsleistung von 10.014 Liter Milch mit 3,59 % Fett (360 kg) und 2,84 % Eiweiß (284 kg) aus zwei 305-tägigen Laktationen.
Lady Gaga gelangte später in den Besitz von Henrik Wille (Future Genetics) aus Essen (Oldenburg), der sie am 20. Juli 2013 auf der 2. Holstein Forum Kösters Variety Sale zum Verkauf anbot. Zu diesem Zeitpunkt hatte sie selbst drei abgeschlossene Laktationsleistungen mit durchschnittlich 11.443 Litern Milch mit 3,58 % Fett (410 kg) und 3,15 % Eiweiß (361 kg) in 305 Tagen. Im Exterieur war sie auf der Skala bis 100 Punkten mit 93 Punkten eingestuft, wobei ein Rind ab 90 Punkten als Excellent gilt. Auf der Auktion wurde sie gemeinsam von der Köster KG und dem Vorbesitzer Henrik Wille für 12.400 Euro ersteigert. Auf der Auktion gab es noch sieben Tiere, die für einen höheren Preis zugeschlagen wurden. Bis 2015 wurde ihre Exterieurbewertung noch einmal verbessert. Sie erhielt 95 Gesamtpunkte und auch 95 Punkte für ihr Euter. Später wurde sie mit insgesamt 97 Punkten bewertet und gilt somit als eine der besten Kühe Europas. Auf der Germans Masters Sale wurde ihr Atwood-Sohn Gentleman versteigert. Ihre Bekannteste Tochter Lady in Black (V. Ladd) ist mit einigen Nachkommen auf deutschen Auktionen vertreten.

## Schauerfolge
Lady Gaga hatte schon vor der Versteigerung erste Schauerfolge. Auf der Deutschen Holstein Schau (DHV) erzielte sie 2013 den zweiten Platz in ihrer Klasse. Nach der Auktion war sie eine von fünf deutschen Kühen, die an der Europaschau in Freiburg im Üechtland teilnahmen, und erreichte dort den fünften Platz in ihrer Klasse. Nach dem teilweisen Besitzerwechsel wurde sie 2014 von einem internationalen Wettkampfrichter zur Gesamtsiegerin der thüringischen Thuringia Holstein Open gekürt. Im selben Jahr wurde sie Gesamtsiegerin („Grand Champion“) auf der DHV. 2015 wurde sie erneut Grand Champion auf der DHV und von den Züchtern im All German Holstein-Wettbewerb 2015 auch zur Supreme Champion gewählt. Zu diesem Zeitpunkt hatte sie mindestens fünfmal gekalbt. 2018 wurde sie zur schönsten Kuh in Niedersachsen und Sachsen gekürt und gewann damit zum dritten Mal die Schau der Besten.

## Sonstiges
Lady Gaga stand in ihrem Heimatstall – im Gegensatz zu den anderen Kühen, die gemeinsam im Laufstall gehalten werden – in einer Einzelbox und wurde bei Schauen von einem eigenen Friseur betreut, der sie mit Rasierer, Fön und Bürste bearbeitete. Das Fell wurde dabei auch mit Öl, Puder und Haarspray auf die Schau vorbereitet.
2016 gewann sie die Schau der Besten in Verden. Nach dem Geheimnis des Erfolgs befragt, sagte ihr Besitzer, es sei wichtig, Kühe nicht nur als Produktionsmaschine zu sehen, sondern sie zu „verstehen und auch mal in Ruhe zu lassen.“
Lady Gaga bekam acht Kälber. Sie starb im Alter von 13 Jahren am 3. Dezember 2019 nach kurzer Krankheit in ihrem Stall.
Wichtige Nachkommen:
Lady in Black (Ladd)
Gentleman (Atwood)